# 111571 Bebevio
111571 Bebevio este o planetă minoră (asteroid) din Asteroid troian al lui Jupiter. A fost descoperită pe 11 ianuarie 2002 la  de Campo Imperatore Near-Earth Object Survey⁠(d) și a fost numită după Bebe Vio⁠(d). 
Obiectul prezintă o orbită caracterizată de o semiaxă mare de 5,0887403380851 UAi, o excentricitate de 0,036781405217349, o înclinație de 4,5854665668895 ° în raport cu ecliptica.